# Bruno Diemer
Bruno Diemer (* 24. Juli 1924 in Brackenheim; † 15. Februar 1962 in Blâmont, Frankreich) war ein deutscher Maler. Sein Bruder war der Journalist und Kunstkritiker Karl Diemer.

## Leben und Werk
Bruno Diemer wurde am 24. Juli 1924 in Brackenheim als erster Sohn des Architekten Erwin Diemer geboren. Nach dem Tod des Vaters 1927 zog die Familie von Lauffen a. N. nach Bönnigheim in das Elternhaus der Mutter. Das Kriegsabitur schloss Bruno Diemer in Urach ab. Es folgten die Einberufung zur Luftwaffe und eine Ausbildung zum Kampfbeobachter. Im Zweiten Weltkrieg war er als Kampfflieger und Fallschirmjäger eingesetzt, so auch bei der Schlacht um Monte Cassino.
Nach Kriegsende studierte Bruno Diemer von 1946 bis 1949 an der Stuttgarter Kunstakademie bei Hermann Sohn und Willi Baumeister. Nach dem Studium zog es ihn nach Frankreich, wo er sich von 1952 an in Paris niederließ. Dort machte er die Bekanntschaft des Schriftstellers Georg K. Glaser. Im Jahr 1955 richtete Diemer im Hintergarten eines Hauses in der Rue de la Tombe-Issoire (14. Arrondissement) ein Atelier ein. Die Kunstkritiker Waldemar George und Edouard Roditi wurden auf den deutschen Künstler aufmerksam und setzten sich fortan für ihn ein. Zum Jahresende 1958 heiratete Diemer die Tänzerin Martina Kaessler, Schwägerin von Paul Nizon.
Am 15. Februar 1962 verunglückte Bruno Diemer in Blâmont bei Lunéville bei einem Autounfall auf der Rückfahrt in die Heimat.
Diemers Œuvre umfasst vornehmlich Stillleben, Porträts und Figurenkompositionen. Eine Auswahl seiner Werke war 1979 in die von Wolfgang Kermer kuratierte große Stuttgarter Akademieausstellung „Hommage à Baumeister“ einbezogen.  Arbeiten Diemers sind in öffentlichen Sammlungen vertreten, unter anderem in der Staatsgalerie Stuttgart, im Kunstmuseum Stuttgart, in der Kunsthalle Mannheim, der Städtischen Galerie Bietigheim-Bissingen und in der Sammlung der Städtischen Museen Heilbronn.